# 続・何処へ
『続・何処へ』（ぞく・いづこへ）は1967年3月12日に公開された日本映画。前年に制作された映画『何処へ』の続編で原作は同じく石坂洋次郎の小説『何処へ』。製作、配給は東宝。カラー、東宝スコープ。上映時間は84分。併映は東宝・渡辺プロ・宝塚映画作品「幕末てなもんや大騒動」（主演：藤田まこと・白木みのる。監督：古澤憲吾）

## キャスト
以下の役名と出演者名は特に記載のない限り東宝に従った。
- 伊能琢磨、香川：加山雄三
- 三島洋子：池内淳子
- 三島君子：九重佑三子
- 三島吾郎：古谷徹
- 西郷梅子：いしだあゆみ
- 西郷松男：佐藤允
- 森田美代：酒井和歌子
- 吉村順太郎：小沢昭一
- 川崎弓子：藤あきみ
- 大石：加東大介
- トラ子：菅井きん
- 駅長：左卜全
- 老女教師：賀原夏子
- 大河内大五郎：内田朝雄[2]
- 森田一平：有島一郎
- 教頭：田島義文
- 校長：小杉義男
- 西郷ハル：清川虹子

## スタッフ
以下のスタッフ名は特に記載のない限り東宝に従った。
- 監督：森谷司郎
- 製作：藤本真澄、金子正且
- 原作：石坂洋次郎（『何処へ』より）[2]
- 脚本：井手俊郎
- 音楽：山本直純
- 撮影：中井朝一
- 美術：村木忍
- 録音：吉沢昭一
- 照明：平野清久
- 編集：黒岩義民
- チーフ助監督：出目昌伸
- 製作担当者：橋本利明
- 照明助手：渡辺保雄
- 合成：松田博
- スチール：中尾孝
- 整音：下永尚
- 現像：東京現像所